# Лошонец
Лошонец (на словашки: Lošonec) е село в окръг Търнава, Търнавски край, Западна Словакия. Населението му е 607 души.
Разположено е на 254 m надморска височина, на 20 km западно от град Търнава. Площта му е 23,71 km². Кмет на селото е Юрай Рабара.